# Gripopteryx juetah
Gripopteryx juetah är en bäcksländeart som beskrevs av Froehlich 1990. Gripopteryx juetah ingår i släktet Gripopteryx och familjen Gripopterygidae. Inga underarter finns listade i Catalogue of Life.